# Netumbo Nandi-Ndaitwah
Netumbo Nandi-Ndaitwah   (Oshana, 29 d'octubre de 1952), amb el sobrenom d'NNN, és una política namibiana que es va convertir presidenta electa de Namíbia després de guanyar les eleccions presidencials el 3 de desembre de 2024. És la primera dona que ocuparà aquest càrrec. El febrer de 2024 havia exercir com a vicepresidenta tercera del país. També va ser la primera dona candidata presidencial del partit Organització del Poble del Sud-Oest Africà (SWAPO) i es va presentar a les eleccions generals namibianes de 2024. El 2017, Nandi-Ndaitwah va ser escollida vicepresidenta de SWAPO, la primera dona que ocupava aquest càrrec.
Nandi-Ndaitwah també va exercir com a viceprimera ministra de Namíbia del 2015 al 2024, ministra de Relacions Internacionals i Cooperació del desembre del 2012 al 2015 i com a ministra de Medi Ambient i Turisme del març del 2010 al desembre del 2012. És membre de l'Assemblea Nacional des de 1990.